# Libertad definida
Libertad definida es un superventas de no-ficción de 2011 escrito por el congresista estadounidense Ron Paul (Republicano por Texas).
El libro se publicó el 19 de abril de 2011. Durante su publicación, fue el quinto libro de no-ficción más vendido en Amazon y el decimonoveno entre todos los libros. Para la semana que terminó el 29 de abril de 2011, era cuarto en el lista de superventas del Wall Street Journal. Debutó como #3 en la lista superventas de tapa dura de no-ficción del New York Times el 29 de abril y permaneció ahí durante la semana del 8 de mayo.